# Wallender Born

Wallender Born im Gemeindewappen

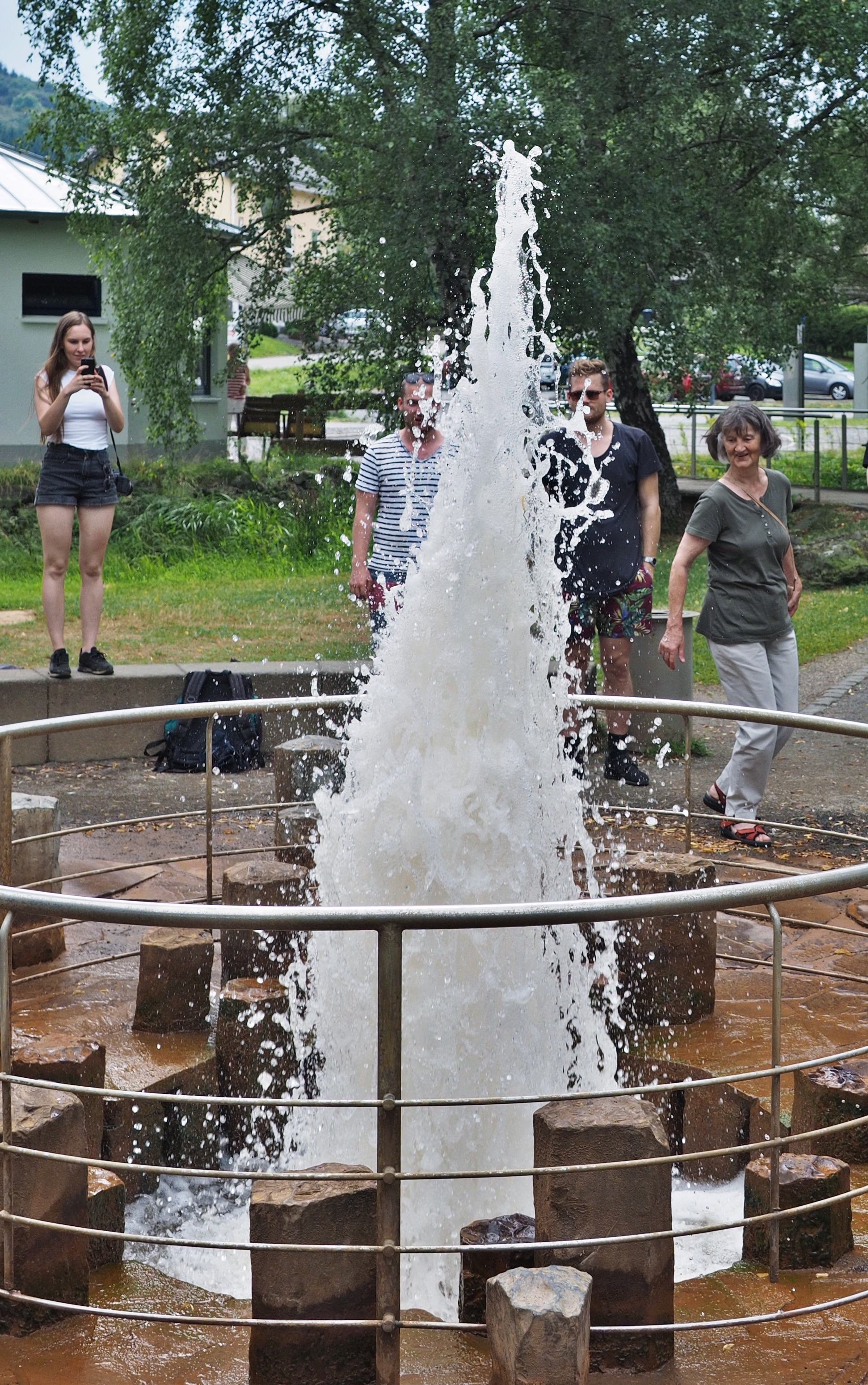
Erste Phase der Eruption

Zweite Phase der Eruption

Der Wallende Born oder Wallenborn (im Volksmund die oder der Brubbel) ist ein Kaltwassergeysir in der Ortschaft Wallenborn (Landkreis Vulkaneifel). Er ist neben dem 2006 reaktivierten Geysir Andernach auf dem Namedyer Werth ein aktiver Kaltwassergeysir in Deutschland, der im Gegensatz zu diesem ohne technische Kontrolle und Hilfsmittel ausbricht.
Der Wallende Born wird als springbrunnenartiger Geysir betrieben: Der künstliche Schlot befindet sich unter der Wasseroberfläche eines kleinen Teiches. Das Wasser wird daher nicht als Fontäne, sondern turbulent geworfen. Das „Treibgas“ des Geysirs ist Kohlenstoffdioxid. Es enthält in Spuren andere Gase wie Schwefelwasserstoff, was an einem Geruch nach fauligen Eiern zu bemerken ist.
Es besteht noch Uneinigkeit darüber, ob der Wallende Born als natürlich eruptiv zu bezeichnen ist. Zwar sind periodische Gasausbrüche seit Menschengedenken bezeugt, bis zu seiner Erbohrung war der Wallende Born also zumindest eine (periodische) Mofette. Der hohe Wasserschwall einer typischen Springquelle zeigte sich jedoch erst nach baulichen Maßnahmen. 

## Das eruptive Verhalten der Quelle
Die Eruptionen des Kaltwassergeysirs finden gut vorhersagbar etwa alle 35 Minuten (IBE – engl.: Interval Between Eruptions – Zeit vom Beginn einer Eruption bis zum Beginn der nächsten Eruption) statt. 
Eine Eruption teilt sich in zwei deutlich unterscheidbare Phasen: 
- In der ersten, nur wenige Sekunden andauernden Phase wird das Wasser in einer je nach Grundwasserstand und Luftdruck 2 bis 4 m hohen Wassersäule ausgeworfen.
- In der zweiten Phase scheint die Quelle wegen des fortgesetzten Gasaustritts noch minutenlang zu „kochen“, wobei das Wasser so weit ansteigt, dass auch das Umfeld des Brunnenschachtes überflutet wird. Das übertretende Wasser fließt durch einen gemauerten Kanal in den nahen Bach ab. Die zweite Phase endet schlagartig, wenn die Gasreserven erschöpft sind, der Wasserspiegel sinkt rapide und die nächste Ruhephase beginnt.

Die Heftigkeit der Eruption und die Höhe der Wassersäule variiert von Ausbruch zu Ausbruch. In den Ruhephasen zwischen den Eruptionen verändert sich der Wasserspiegel im Schacht nur geringfügig, auch der Gasaustritt ist minimal. 

## Geologie
Der Wallende Born wird als eine Folge des Vulkanismus in der Eifel angesehen, wenn auch die eruptive Form der Quelle keine direkte Folge der Erdwärme, sondern des Austrittes von Kohlenstoffdioxid ist. Das aus Magma in der Erdkruste freigesetzte  vulkanische Gas steigt durch Spalten und Klüfte zur Erdoberfläche auf und löst sich teilweise im Grundwasser zu Kohlensäure. 
Die Quelle ist ein Calcium-Natrium-Hydrogencarbonat-Säuerling. Das Quellwasser ist durch Sedimente sehr trüb.
Strukturgeologische Voraussetzung des Geysirs ist eine undurchlässige Schicht, eine „geologische Falle“, unter der sich Gas und Grundwasser sammeln. Sobald die Lösung des Gases im Wasser die Sättigung erreicht hat und zusätzlich der Druck des weiter zuströmenden Gases die Auflast der darüberliegenden Wassersäule übersteigt, entweicht unter „Brubbeln“ das Gas. Damit verbunden ist eine Druckentlastung, die es dem bereits im Wasser gelösten Gas ermöglicht, wieder auszuperlen und unter Mitreißen von Grundwasser als Fontäne zu „springen“.

## Geschichte
Schon seit Menschengedenken war der Wallende Born zumindest eine (periodische) Mofette. 1933 wurde die Mofette aufgebohrt, um sie für die Mineralwasserproduktion wirtschaftlich nutzen zu können. Bei einer Tiefe von 38 m wurde die Bohrung eruptiv und warf Wasser, Bohrschlamm und Kohlenstoffdioxid aus. Die Bohrung wurde bis auf eine Tiefe von 30 m mit einem Filterrohr versehen (verrohrt). Ob die geringe Schüttung der Quelle, der beginnende Zweite Weltkrieg oder die Wasserqualität eine wirtschaftliche Nutzung vereitelten, ist nicht mehr feststellbar. Das Rohr wurde durch das aggressive Wasser sehr schnell angegriffen und teilweise zersetzt. Nach dem Zweiten Weltkrieg ragten noch Reste des Rohres aus dem Quelltümpel. Aus dem Rohrrest strömte das Gas der Mofette. Dies führte immer wieder zum Tod von Vögeln, die sich auf das Rohr setzten.
Im Jahr 1975 wurde die Mofette gefasst und mit einem Brunnenschacht versehen, der eine 40 cm tiefe Kiesschüttung besaß. Wasser und Gas stiegen nun durch eine Kiesschüttung auf. Die Brunneneinfassung wurde immer wieder durch Wasser und Gas unterspült, so dass sie häufig repariert werden musste. Im Rahmen einer dieser Reparaturen wurde die Mofette 1983 mit Basaltsäulen eingefasst.
Die Gemeinde Wallenborn gibt für die Eruptionen der Mofette in dieser Periode eine Intervallzeit von 55 Minuten mit einer Dauer der Eruption von ca. 20 Minuten an. Eine springende Wassersäule konnte sich damals noch nicht bilden.
Um die Mofette auf Dauer sicher zu fassen und eine Unterspülung der gesamten Umgebung zu vermeiden, war eine grundlegende Sanierung erforderlich. Im Jahr 2001 wurde sie neu verrohrt und die heute vorhandene Fassung gebaut. Durch diese Sanierung wurde die Mofette ein spektakulärer Kaltwassergeysir.

## Der Brubbel in der Literatur
Der Ökothriller Die Lava von Ulrich Magin baut Hintergrundinformationen über den Brubbel in den Handlungsverlauf ein.